# Wario World
Wario World (Japans: ワリオワールド) is een actie en platform computerspel ontwikkeld door Treasure en uitgegeven door Nintendo. Het spel werd uitgebracht in 2003 op de Nintendo GameCube en is tevens het eerste 3D-spel waarin het fictieve spelpersonage Wario de hoofdrol speelt.
In het verhaal moet Wario al zijn verdwenen goud en schatten terugvinden in een gigantische, uitgestrekte dimensie met verschillende werelden en levels. Deze zijn hierbij ook nog eens gevuld met horden vijanden en lastige opdrachten.

## Verhaal
Diep in Wario's kasteel ligt een schatkamer gevuld met de buit die hij heeft geplunderd tijdens zijn vele avonturen op Game Boy en Game Boy Advance. Maar verscholen tussen de schatten ligt een mysterieus zwart juweel. Een juweel met een curieus, onaards vermogen. Terwijl Wario een dutje doet, begint het juweel zijn verborgen schatten te veranderen in een oproer van monsters en de kelder van Wario's kasteel in een bizar parallel universum. De volgende ochtend wakker wordend met een kelder zonder schatten en tjokvol met onbeschrijfelijke gruwelen, duikt Wario in een andere wereld om zijn geliefde buit terug te winnen en voorgoed komaf te maken met het duistere juweel...

## Gameplay
Het doel van het spel bestaat hoofdzakelijk uit het voltooien van werelden en levels met aan het eind telkens een al dan niet groot eindbaasgevecht. Na het verslaan van zo'n baas opent er zich een deur naar het volgende level of naar een andere wereld. In totaal zijn er 4 werelden in Wario Land, bestaande uit elk 2 levels exclusief een gigantisch eindbaasgevecht. Na het voltooien van een eindbaasgevecht gaat er een nieuwe wereld open en bemachtigd Wario een van de vier stukjes sleutel die later moet passen op de gigantische schatkist waar het Black Jewel zich schuilhoudt. In elk level zitten 8 schatten, 8 stukjes gouden standbeeld, 8 rode diamanten en 5 spritelings verborgen. Om het spel helemaal uit te spelen moeten al deze voorwerpen gevonden worden. Elke schat heeft in ieder level een andere kleur. Om een schat te activeren moet de speler eerst de schakelaar vinden met dezelfde kleur als deze van de schatkist. Als Wario de acht gouden stukjes standbeeld weet te bemachtigen wordt er aan de poort van de wereld een standbeeld van hem gebouwd. Hiermee kan Wario minigames downloaden voor het spel: WarioWare, Inc.: Minigame Mania voor de Game Boy Advance. Om een level uit te spelen moet men 3 stempels verzamelen. Om een van deze stempels te krijgen moet Wario de 5 gevangen spritelings vinden, kleine goedaardige wezentjes. Voor stempel 2 moet men alle rode diamanten verzamelen. Er zijn er telkens 3 nodig om het luik naar het baasgevecht te openen. 8 rode diamanten zijn goed voor een stempel. Ten slotte moet Wario voor de derde stempel de baas aan het eind van het level verslaan.

## Besturing

#### Besturing tijdens het spel
- Control Stick: Wario besturen, hem langs ladders omhoog of omlaag laten klimmen
- A-knop: Springen, tijdens de sprong op de R-knop drukken voor een ground pound (stampsprong) uit te voeren
- B-knop: Stompen, voor een dash attack (stormaanval) de knop ingedrukt houden, voorwerpen en tegenstanders oppakken en weggooien
- L-knop: Laat Wario munten opslurpen met behulp van de zogenaamde hyper suction
- R-knop: Laat Wario een dash attack (stormaanval) uitvoeren
- C-Stick: Spelaanzicht roteren (camerahoek veranderen in ondergrondse ruimtes)
- Start/Pauze: Het spel pauzeren

#### Besturing in de menu's
- Control Stick: Keuze maken
- A-Knop: Keuze bevestigen
- B-Knop: Keuze annuleren

## Werelden en levels

#### Excitement Central
- Greenhorn Forest
  - Thema: Bos
- Greenhorn Ruins
  - Thema: Ruïne
- DinoMighty's Showdown
  - Thema: Eindbaasgevecht

#### Spooktastic World
- Horror Manor
  - Thema: Spookhuis
- Wonky Circus
  - Thema: Circus
- Dual Dragon Showdown
  - Thema: Eindbaasgevecht

#### Thrillsville
- Shivering Mountains
  - Thema: Sneeuw- en ijslandschap
- Beanstalk Way
  - Thema: Bloemenlandschap
- Red-Brief J's Showdown
  - Thema: Eindbaasgevecht

#### Sparkle Land
- Mirror Mansion
  - Thema: Spiegelpaleis
- Pecan Sands
  - Thema: Woestijn
- Captain Skull's Showdown
  - Thema: Eindbaasgevecht

#### Black Jewel's Showdown
- Black Jewel's Showdown
  - Thema: Eindbaasgevecht

## Vijanden
- Mini Magon
- Magon
- Triceratops
- Ankiron
- Cractyl
- Crystal Entity
- Unithorn
- Shark
- Doorknocker

- Big Bone Fist
- Caged Beast
- Elephant
- Cobra
- Electric Clown Fence
- Icicle Mite
- Fattington
- Turtle
- Ice Blower

- Angler Mangler
- Ram
- Wind Winder
- Monstrous Magnet
- Land Ray
- Tree Freak
- Ninja Bird
- Vampgician
- Phantom

- Wheel Mouse
- Terrible Portrait
- Big Scorper
- Laser Jigglefish
- Flying Shovel
- Stone-Cold Statue

## Extra
In het spel is het mogelijk om de Game Boy Advance met behulp van het GBA-snoer te koppelen aan de Nintendo GameCube om zo vrijgespeelde extra's (de demo's worden vrijgespeeld door in een level alle schatten te pakken) over te halen. De extra's zijn minigames voor het spel WarioWare, Inc.: Minigame Mania.

## Ontvangst
| Beoordeeld door                    | Jaar | Score |
| ---------------------------------- | ---- | ----- |
| N-Zone                             | 2003 | 87%   |
| UOL Jogos                          | 2003 | 80%   |
| Deaf Gamers                        | 2003 | 74%   |
| Gamesmania                         | 2003 | 74%   |
| Eurogamer.net (UK)                 | 2003 | 70%   |
| GamerDad                           | 2003 | 70%   |
| Kombo.com                          | 2003 | 70%   |
| Sci-Fi Online (The Sci-Fi Channel) | 2003 | 70%   |
| Jeuxvideo.fr                       | 2003 | 50%   |
| Super Play                         | 2003 | 50%   |

## Trivia
- Het spel komt voor in het boek 1001 Video Games You Must Play Before You Die van Tony Mott.